# Тензор Дарбу
Компоненты те́нзора Дарбу́ {\displaystyle \Theta } двумерной поверхности F2 с ненулевой гауссовой кривизной K в евклидовом пространстве E3 вычисляются по формулам:
{\displaystyle \Theta _{ijm}=\nabla _{m}b_{ij}-{\frac {b_{ij}\nabla _{m}K+b_{mi}\nabla _{j}K+b_{jm}\nabla _{i}K}{4K}},\quad i,j,m=1,2,}
где {\displaystyle b_{ij}} — коэффициенты второй квадратичной формы, {\displaystyle K\neq 0} — гауссова кривизна, а {\displaystyle \nabla _{m}b_{ij}} и {\displaystyle \nabla _{m}K} — их ковариантные производные.
С тензором Дарбу связана кубическая дифференциальная форма
{\displaystyle \Theta _{ijm}du^{i}du^{j}du^{m}=\nabla _{m}b_{ij}du^{i}du^{j}du^{m}-{\frac {3\nabla _{m}K}{4K}}b_{ij}du^{i}du^{j}du^{m}.}
Эта форма, отнесенная к кривой на поверхности, называется инвариантом Дарбу.
Кривая, в каждой точке которой инвариант Дарбу равен нулю, называется линией Дарбу.
Обобщенный тензор Дарбу гиперповерхности — это трижды ковариантный симметрический тензор третьего порядка, определенный на n-мерной гиперповерхности Fn с ненулевой гауссовой кривизной K в евклидовом пространстве En+1.
Компоненты обобщенного тензора Дарбу {\displaystyle \Theta _{(n)}} гиперповерхности вычисляются по формулам:
{\displaystyle \Theta _{(n)ijm}=\nabla _{m}b_{ij}-{\frac {b_{ij}\nabla _{m}K+b_{mi}\nabla _{j}K+b_{jm}\nabla _{i}K}{(n+2)K}},\quad i,j,m=1,2,...,n.}
Гиперповерхность Fn в евклидовом пространстве En+1, на которой
определен и тождественно равен нулю обобщенный тензор Дарбу, называется обобщенной гиперповерхностью Дарбу в En+1.